# 자료실
자료실(資料室) 또는 데이터 룸(data room)은 데이터를 보관하기 위해 사용되는 공간으로, 보통은 안전한 방식으로나 권한이 있는 방식으로 접근한다. 물리적인 자료실이거나 가상 자료실이거나 데이터 센터일 수도 있다. 자료 보관, 문서 교환, 파일 공유, 금융 거래, 법적 거래 등 다양한 목적으로 사용된다.
물리적인 자료실의 상당한 비용을 방지하는 것이 가상 자료실(virtual data room)이며 기밀 정보의 안전한 온라인 보급을 제공한다.

## 같이 보기
- 도서관
- 데이터베이스
- 저장소